# グレンデール (アリゾナ州)
グレンデール（英:Glendale、発音:ˈɡlɛndeɪl）は、アメリカ合衆国アリゾナ州のマリコパ郡にある都市。州都フェニックス中心街から14 km北西に位置している。人口は24万8325人（2020年）。
ナショナル・ホッケー・リーグのフェニックス・コヨーテズとナショナル・ラクロス・リーグのアリゾナ・スティングが、2003年にジョビング・ドットコム・アリーナ（元グレンデール・アリーナ）が開設された時にグレンデールで試合を始めた。また、ナショナル・フットボール・リーグのアリゾナ・カージナルスの本拠地かつトスティートス・フィエスタボウルが開催される競技場で、2006年8月に開設された新しいフェニックス大学スタジアムがある。2008年の第42回スーパーボウルがここで開催され、ジャイアンツとペイトリオッツが対戦した。どちらの競技場もウェストゲイト・シティセンター開発計画の一部であり、人口密度の小さいユッカ地区の成長促進を目指している。2009年春季キャンプでは、メジャーリーグベースボールのシカゴ・ホワイトソックスとロサンゼルス・ドジャースがグレンデールに移動し、キャメルバック・ランチと呼ばれる1つの施設を共用した。
グレンデールは「アリゾナの古い首都」として宣伝に努めており、サンセット・マガジンやUSAトゥデイの1998年の記事で支援されている。市の北西には人気のあるショッピングモール、アローヘッド・タウンセンターがある。またフェニックス都市圏では初の医学校ミッドウェスタン大学がある。
グレンデールには、バレーメトロレールを延伸する計画がある。

## 地理
グレンデールは北緯33度32分19秒 西経112度11分11秒 / 北緯33.53861度 西経112.18639度に位置している。アメリカ合衆国国勢調査局に拠れば、市域全面積は55.8平方マイル (144.4 km2)、このうち陸地は55.7平方マイル (144.2 km2)、水面は0.1平方マイル (0.2 km2)で水域率は0.13％である。

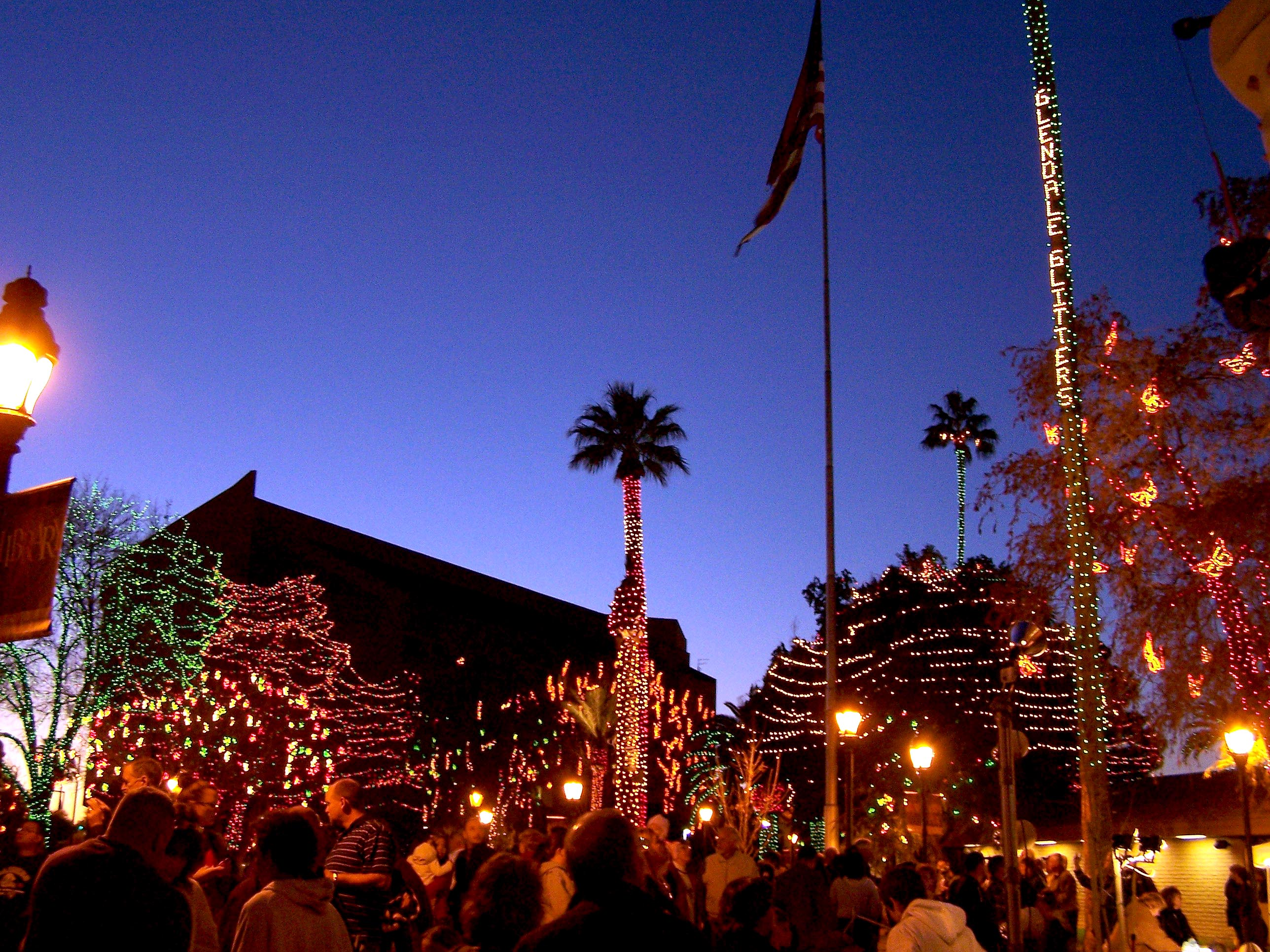
グレンデール中心街、クリスマス頃のイルミネーション

## 人口動態
以下は2000年の国勢調査による人口統計データである。
基礎データ
- 人口: 218,812人
- 世帯数: 75,700世帯
- 家族数: 54,352家族
- 人口密度: 1,517.3人/km2（3,929.5人/mi2）
- 住居数: 79,667軒
- 住居密度: 552.4軒/km2（1,430.7/mi2）

人種別人口構成
- 白人: 75.54%
- アフリカン・アメリカン: 4.70%
- ネイティブ・アメリカン: 1.45%
- アジア人:2.74%
- 太平洋諸島系: 0.13%
- その他の人種: 11.97%
- 混血: 3.47%
- ヒスパニック・ラテン系: 24.84%

| 年齢別人口構成 - 18歳未満: 30.1% - 18-24歳: 10.8% - 25-44歳: 31.9% - 45-64歳: 19.9% - 65歳以上: 7.4% - 年齢の中央値: 31歳 - 性比（女性100人あたり男性の人口） - 総人口: 99.6 - 18歳以上: 97.1 | 世帯と家族（対世帯数） - 18歳未満の子供がいる: 39.9% - 結婚・同居している夫婦: 53.5% - 未婚・離婚・死別女性が世帯主: 12.8% - 非家族世帯: 28.2% - 単身世帯: 21.3% - 65歳以上の老人1人暮らし: 5.8% - 平均構成人数 - 世帯: 2.85人 - 家族: 3.33人 |

### 収入
収入と家計
- 収入の中央値
  - 世帯: 45,015米ドル
  - 家族: 51,162米ドル
  - 性別
    - 男性: 35,901米ドル
    - 女性: 27,736米ドル
- 人口1人あたり収入: 19,124米ドル
- 貧困線以下
  - 対人口: 11.9%
  - 対家族数: 8.8%
  - 18歳未満: 15.3%
  - 65歳以上: 9.5%

## スポーツ

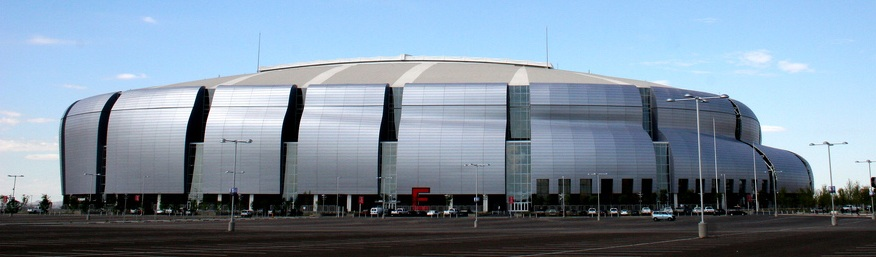
フェニックス大学スタジアム

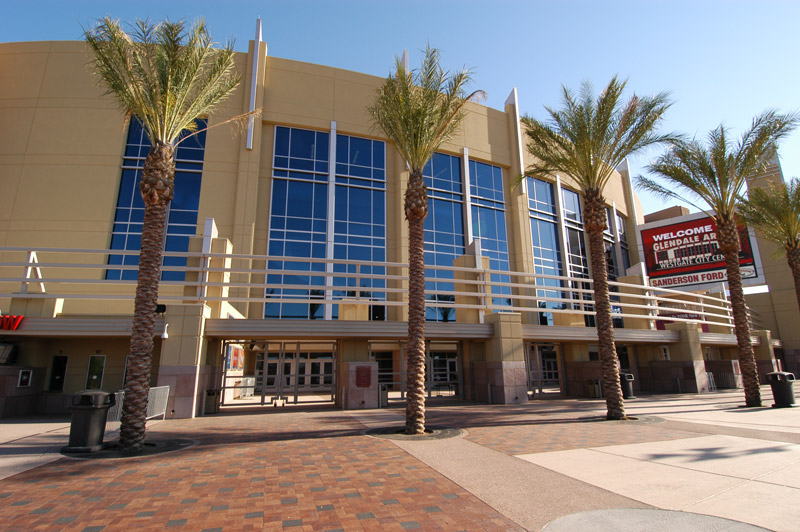
ジョビング・ドットコム・アリーナ

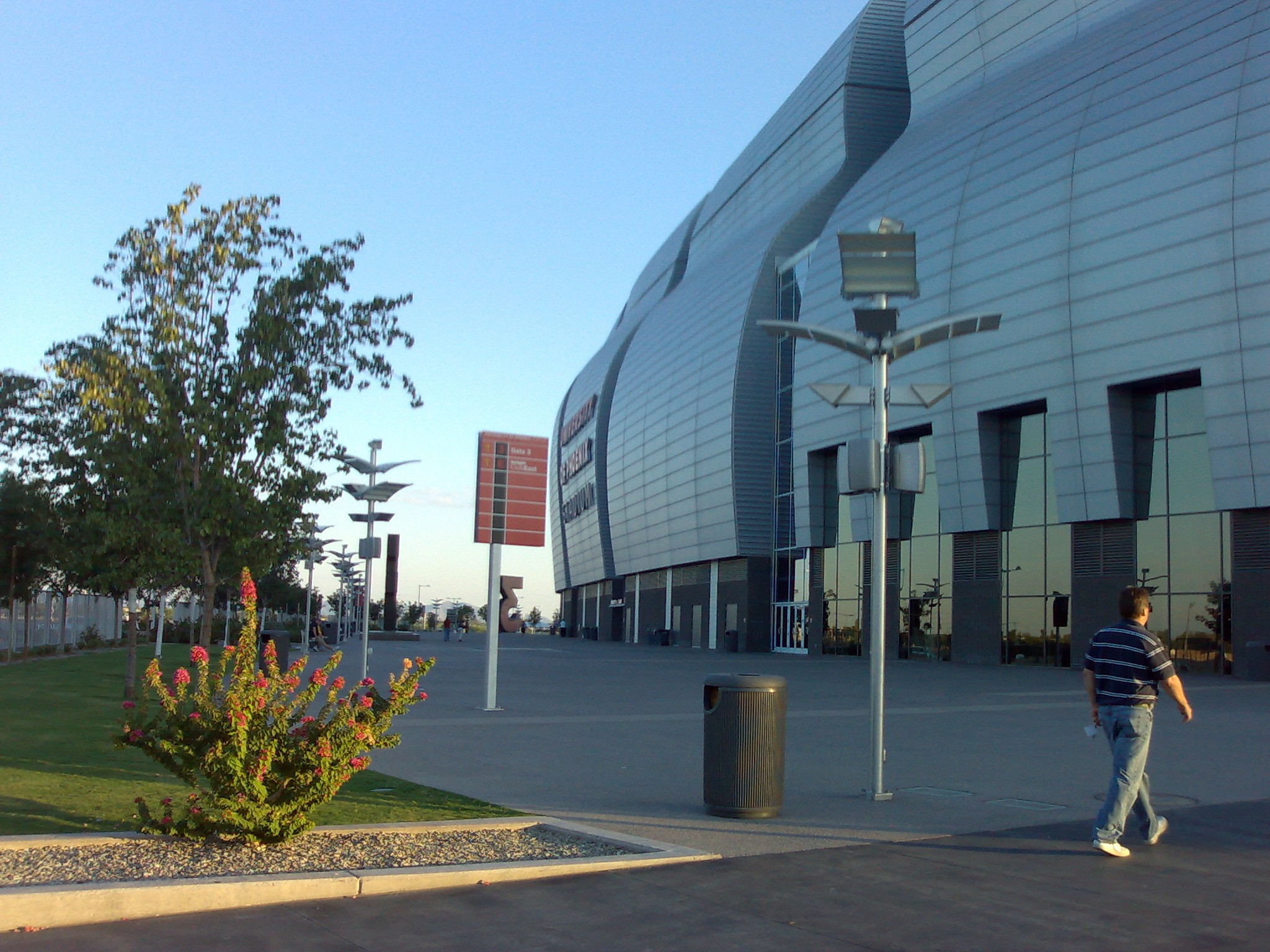
フェニックス大学スタジアムの入り口

グレンデールはナショナル・フットボール・リーグのアリゾナ・カージナルスの本拠地である。このチームは以前、近くのアリゾナ州テンピにあるアリゾナ州立大学キャンパスのサンデビル・スタジアムで試合をしていたが、2006年にフェニックス大学スタジアムで試合をするようになった。著名な建築家ピーター・アイゼンマンが設計したこのスタジアムは、その人々を楽しませる天然芝の故に、ヒストリー・テレビのシリーズ物『現代の驚異』に登場した。2008年の第42回スーパーボウルがここで開催された。ほぼ1年後の2009年1月18日、ナショナル・フットボール・カンファレンスの決勝戦が行われ、アリゾナ・カージナルスがフィラデルフィア・イーグルスを32対25で破り、地元チームが初めてのスーパーボウル出場権を得た。
ヒラ・リバー・アリーナ（元グレンデール・アリーナ、ジョビング・ドットコム・アリーナ）はフェニックス大学スタジアムに隣接しており、NHLのアリゾナ・コヨーテズとナショナル・ラクロス・リーグのアリゾナ・スティングの本拠地である。
2009年には、メジャーリーグベースボールのシカゴ・ホワイトソックスとロサンゼルス・ドジャースがグレンデールの新しい春季練習複合施設を共用し始めた。
2010年春に、フェニックス大学スタジアムで第26回レッスルマニアが開催されることが最近発表された。

## 教育
グレンデールには多くの高等教育キャンパスがある。グレンデール・コミュニティカレッジはマリコパ郡コミュニティカレッジ地区の一員であり、アリゾナ州立大学はフェニックス西部のグレンデールとの市境を越えた所に西キャンパスを構えている。ミッドウェスタン大学はグレンデールに位置する医学の大学院大学である。
多くの教育学区がグレンデール市内にある。
次の教育学区が市の教育を運営している。
- 統合教育学区
  - ディアバレー統合教育学区
  - ダイサート統合教育学区
  - ピオリア統合教育学区
- 高校学区
  - グレンデール統一高校学区
  - フェニックス統一高校学区
  - トールソン 統一高校学区
- 小学校学区
  - アルハンブラ小学校学区
  - グレンデール小学校学区
  - ペンダーガスト小学校学区
  - ワシントン小学校学区

## 著名な住人
- ジョーダン・スパークス - アメリカン・アイドル (シーズン6)の勝者
- ロクサーヌ・フリロー - MTVの"The Real Cancun"のスター
- ステファニー・メイヤー - トワイライト (小説)シリーズの著者
- ジョブ・フォー・ア・カウボーイ -  デスメタル・バンド、2003年にグレンデールで結成
- ジェイミー・ヴァーナー - World Extreme Cagefightingライト級チャンピオン、グレンデールにあるディアバレー高校の出身
- デイビッド・キニー - バチェロレット（シーズン2）の出場者
- マイケル・"ケイル"・ブッシュ- チーム・ダングルと呼ばれるロングボード・チームの共同設立者